# 学校法人天理大学
学校法人天理大学（がっこうほうじんてんりだいがく）は、奈良県天理市に本部を置く天理教が運営する学校法人の一つである。1951年2月15日に認可された。所在は、奈良県天理市守目堂町213-4。

## 運営する学校
- 天理大学
- 天理高等学校
- 天理中学校
- 天理小学校
- 天理幼稚園

## 過去にあった学校
- 天理大学女子短期大学部

## 財務
平成26年度決算実績で消費収入合計約82億円。消費収支比率は100%を恒常的に上回っている。